# 이와키 다카노리 (에도 시대)
이와키 다카노리(일본어: 岩城隆恕, 1765년 5월 7일 ~ 1817년 7월 2일)는 일본 에도 시대의 다이묘로, 가메다번의 7대 번주이다. 통칭은 구마키치(熊吉), 우네메(采女)이며, 관위는 종5위하, 이요노카미이다.
선대 번주인 이와키 다카요시의 둘째 아들로 태어났다. 메이와 2년(1765년) 또는 4년(1767년)에 태어났다고도 한다. 덴메이 원년(1781년) 윤5월 1일에 쇼군 도쿠가와 이에하루를 알현하였다. 덴메이 2년(1782년) 12월 29일, 아버지 다카요시가 사망하자, 가문을 계승하였다. 덴메이 4년(1784년) 12월 16일, 종5위하, 이요노카미에 서임되었다. 덴메이 6년(1786년), 슨푸 가반에 임명되었다. 분카 14년(1817년) 5월 18일에 사망하였다. 맏아들 다카히로가 그 뒤를 이었다.
| 전임 이와키 다카요시 | 제7대 가메다번 번주 1782년 ~ 1817년 | 후임 이와키 다카히로 |